# NEO殿Live Tour 2015 〜未来へ〜
『NEO殿Live Tour 2015 〜未来へ〜』（ネオとのライブツアー2015 みらいへ）は、日本の女性アイドルユニット・NEO fromアイドリング!!!のライブ・ビデオ。2015年11月13日にフジテレビジョンからリリースされた。

## 背景・リリース
2015年8月29日に女性アイドルユニット・NEO fromアイドリング!!!が新宿ReNYで開催した、東京公演の模様を完全収録したライブDVD。同ユニットは2015年10月末日をもっての活動終了が決定していたため、最初で最後のツアー公演と銘打っている。
本編全17曲に、ツアー舞台裏の特典映像が含まれている。また、当ビデオは全国販売網での流通は無く、アイドリング!!!イベント会場での予約販売と、フジテレビe!ショップのみで販売された。
本編
女性アイドルグループ・アイドリング!!!の派生ユニットとして誕生し、デビューから2年間に及ぶ活動の集大成としてリリースされたベスト・アルバム『NEO Kiss♡Memories』に伴うライブツアーとして企画された。本編は、そのツアー最終公演を収めており、ユニット最後のワンマンライブとなっている。
副題「〜未来へ〜」は、ユニット活動終了後を意識し、「未来の新たな目標へ進む」という想いで付けられた。劇中でもリーダー関谷真由が、同様のコメントを述べている。
セットリストは、これまでリリースされた関連楽曲すべてが網羅されており、プロデュースもメンバー達が関わっている。

## 出演者
NEO fromアイドリング!!!
- 古橋舞悠・関谷真由・橋本瑠果・佐藤麗奈・佐藤ミケーラ倭子

舞台裏出演
NEO fromアイドリング!!!（アイドリングNEO）OG
- 伊藤祐奈・後藤郁・石田佳蓮

アイドリング!!!
- 大川藍

## 収録曲
1. 無限ラビリンス
2. プリ♥きゅんサバイバル
3. NEO Kiss♡Memories
4. 波打ち際のリフレイン
5. 突進少女
6. 寝乙女X'masNight
7. 雨とワルツ
8. ドーナツの向こう側（-NEO期 ver.-）
9. "RESISTANCE" In My Pocket
10. Someday, Somewhere
11. ショコラ☆ロマンティック（-NEO fromアイドリング!!! ver.-）
12. mero mero
13. 胸アツ生誕祭!!!
14. キミといたナツ
（アンコール）
15. 寝起き
16. Sakuraホライズン
（ダブルアンコール）
17. 無限ラビリンス